# 告白 (金月真美の曲)
「告白」は日本の声優、金月真美の2枚目のシングル。または同シングルに収録された曲。シングルは1996年3月23日にKONAMIよりリリースされた。

## 解説
元々は、金月がヒロイン・藤崎詩織の声を演じた恋愛シミュレーションゲーム『ときめきメモリアル』の卒業式の日に伝説の樹の下で行われる告白シーンで使われる予定で作られたが、「告白シーンに歌物はどうか?」と言う指摘からゲーム用にインストバージョンが作られる。ただ、CDドラマではこの歌ありの物が使われている。
カップリングの「夕凪便り」は、『ときめきメモリアル』本編での藤崎詩織のテーマ曲「思い出の数だけ･･･」に歌詞を付けてアレンジした物である。初出は、プレイステーション版『ときめきメモリアル～forever with you～』オリジナル･ゲーム･サントラであるため、そこからのシングルカットである。

## 収録曲
1. 告白
  - 作詞：さゆ鈴、作曲：あきろぴと&大内正徳、編曲：岩﨑元是
2. 夕凪便り
  - 作詞：大内正徳、作曲：めたるゆーき&大内正徳、編曲：古川もとあき
3. 告白（KARAOKE）
  - 作曲：あきろぴと&大内正徳、編曲：岩崎元是